# Anisodes roseofusa
Anisodes roseofusa là một loài bướm đêm trong họ Geometridae.